# Vinko Soldo
Vinko Soldo (Zagabria, 15 febbraio 1998) è un calciatore croato, difensore del Pendikspor.

## Caratteristiche tecniche
È un difensore centrale abile in fase di marcatura, negli anticipi difensivi e con un ottimo senso della posizione; dotato di un buon fisico, è bravo nel gioco aereo e nell'impostazione della manovra. Per le sue caratteristiche è stato paragonato a Dejan Lovren.

## Statistiche

### Presenze e reti nei club
Statistiche aggiornate al 16 agosto 2018.
| Stagione               | Squadra                | Campionato             | Campionato | Campionato | Coppe nazionali | Coppe nazionali | Coppe nazionali | Coppe continentali | Coppe continentali | Coppe continentali | Altre coppe | Altre coppe | Altre coppe | Totale | Totale |
| Stagione               | Squadra                | Comp                   | Pres       | Reti       | Comp            | Pres            | Reti            | Comp               | Pres               | Reti               | Comp        | Pres        | Reti        | Pres   | Reti   |
| ---------------------- | ---------------------- | ---------------------- | ---------- | ---------- | --------------- | --------------- | --------------- | ------------------ | ------------------ | ------------------ | ----------- | ----------- | ----------- | ------ | ------ |
| 2015-2016              | Dinamo II              | 2. HNL                 | 11         | 1          | -               | -               | -               | -                  | -                  | -                  | -           | -           | -           | 11     | 1      |
| 2016-2017              | Dinamo II              | 2. HNL                 | 20         | 1          | -               | -               | -               | -                  | -                  | -                  | -           | -           | -           | 11     | 1      |
| Totale Dinamo II       | Totale Dinamo II       | Totale Dinamo II       | 31         | 2          |                 | -               | -               |                    | -                  | -                  |             | -           | -           | 31     | 2      |
| 2015-2016              | Dinamo Zagabria        | 1. HNL                 | 1          | 0          | CC              | 1               | 0               | UCL                | -                  | -                  | -           | -           | -           | 2      | 0      |
| 2016-2017              | Dinamo Zagabria        | 1. HNL                 | 4          | 0          | CC              | 3               | 0               | UCL                | -                  | -                  | -           | -           | -           | 7      | 0      |
| Totale Dinamo Zagabria | Totale Dinamo Zagabria | Totale Dinamo Zagabria | 5          | 0          |                 | 4               | 0               |                    | -                  | -                  |             | -           | -           | 9      | 0      |
| lug.-dic. 2017         | Lokomotiva Zagabria    | 1. HNL                 | 5          | 0          | CC              | 1               | 0               | -                  | -                  | -                  | -           | -           | -           | 6      | 0      |
| gen.-giu. 2018         | Cibalia Vinkovci       | 1. HNL                 | 15         | 0          | CC              | 0               | 0               | -                  | -                  | -                  | -           | -           | -           | 15     | 0      |
| 2018-2019              | Rudeš                  | 1. HNL                 | 1          | 0          | CC              | 0               | 0               | -                  | -                  | -                  | -           | -           | -           | 1      | 0      |
| Totale carriera        | Totale carriera        | Totale carriera        | 57         | 2          |                 | 5               | 0               |                    | -                  | -                  |             | -           | -           | 62     | 2      |

## Palmarès

### Club

#### Competizioni nazionali
- Campionato finlandese: 1

KuPS: 2019
- Coppa di Bosnia: 1

Sarejevo: 2024-2025